# Charles Paul Alexander
Charles Paul Alexander ( Gloversville, Nova Iorque, 25 de setembro de 1889 — 3 de dezembro de 1981) foi um entomólogo dos Estados Unidos.

## Biografia
Charles Paul Alexander era filho de Emil Alexander e Jane Alexander. Em 1873, Emil emigrou para os Estados Unidos e mudou seu nome de Schlandensky para Alexander. Charles entrou na Universidade de Cornell em 1909, ganhando uma licenciatura em Bachelor of Science em 1913 e um doutorado em 1918. Entre 1917 e 1919, foi um entomologista na Universidade do Kansas, e em seguida, de 1919 a 1922, na Universidade de Illinois. Mais tarde se tornou professor na Universidade de Massachusetts Amherst.
Estudou Diptera, especialmente na família Tipulidae, descrevendo mais de 11.000 espécies e gêneros.

## Trabalhos
- A Young Woodcock (1903).
- Rove Beetles of Eastern New York (1909).
- Fulton County (New York) Tipulidae (1910).
- A synopsis of part of the Neotropical Crane-flies of the subfamily Limnobinae

(Tipulidae) (1913).
- The Crane Flies of New York (1919,1921).
- Diptera of Patagonia and South Chile, Part I, Crane Flies (1929).
- The Diptera or True Flies of Connecticut (Tipulidae) (1943).
- A Catalog of Diptera of America North of Mexico (Tipulidae) (1965).
- The Crane Flies of California (1967).
- A Catalogue of the Diptera of the Americas South of the United States (1970).